# David Kämpf
David Kämpf (* 12. ledna 1995 Jirkov) je český hokejový útočník hrající v týmu Toronto Maple Leafs v severoamerické lize (NHL).

## Hráčská kariéra

### Juniorská kariéra
Je odchovancem chomutovského hokeje, kde působil až do svého odchodu do zámoří. V sezoně 2010–11 hrál v mladším dorostu, vytvořil ofenzivní duo s Ondřejem Kaše a byl 2. nejproduktivnějším hráčem Chomutova o bod za Kašem. O rok později nasbíral ve starším dorostu 46 bodů (17+29) ve 42 zápasech a opět byl 2. nejproduktivnějším hráčem Chomutova. V sezoně 2012–13 dostal šanci zahrát si 2 zápasy v extralize dospělých za Chomutov a dalších 6 utkání odehrál s dospělými v 1. lize v SK Kadaň. Zbytek sezony strávil v juniorech a 14 zápasů odehrál ještě ve starším dorostu, kde nasbíral 26 bodů (13+13).

### Profesionální kariéra
V sezoně 2013–14 se jako 18letý probojoval do základního kádru Pirátů v extralize pod vedením trenéra Vladimíra Růžičky a nastoupil do 51 utkání včetně bojů o umístění, ve kterých nasbíral 4 body (1+3). Chomutov se ovšem propadl do baráže o extraligu, ve které svou příslušnost k elitě neuhájil, a spadl do 1. ligy. V průběhu sezony nastoupil také 5x v 1. lize za Kadaň a 8x v extralize juniorů, kde nasbíral 15 bodů (5+10).
V první lize v sezoně 2014–15 přinesl týmu již vyšší bodový přínos, když ve 44 utkáních nasbíral 24 bodů (11+13) a Chomutovu tak pomohl vyhrát s velkým náskokem základní část. V playoff přidal 7 bodů 2+5) v 11 utkáních a s týmem postoupil do baráže o extraligu. V baráži vstřelil 1 gól v 11 utkáních a Chomutov se po roce v 1. lize opět vrátil do extraligy.
v sezoně 2015–16 ve 42 zápasech extraligy nasbíral 13 bodů (9+4) a zpravidla hrál ve středu 3. útoku. Byl druhý v klubu v úspěšnosti vhazování (53,7%). Chomutov poprvé postoupil do playoff a v předkole si poradil s Kometou Brno 3:1 na zápasy. V dalším kole však proti Liberci neuhrál ani zápas. Kämpf si připsal v playoff 1 asistenci.
V sezoně 2016–17 odehrál všech 52 zápasů základní části extraligy a nasbíral 31 bodů (15+16) a byl 4. nejproduktivnějším hráčem Pirátů. Chomutov podruhé postoupil do playoff a došel až do semifinále, kde nestačil opět na Liberec 2:4 na zápasy. Kämpf si v 15 zápasech playoff připsal 10 bodů (3+7) a byl 4. nejproduktivnějším hráčem Chomutova.
Dne 2. května 2017 podepsal dvouletou nováčkovskou smlouvu s týmem NHL Chicago Blackhawks. V přípravném kempu na sezonu 2017–18 si místo v sestavě Blackhawks sice nevybojoval, ale zanechal dobrý dojem. Sezonu tak zahájil v AHL v dresu Rockfordu, kde do konce roku 2017 odehrál 30 utkání, ve kterých nasbíral 16 bodů (7+9). Na konci prosince byl povolán do hlavního týmu a 28. prosince 2017 ve Vancouveru nastoupil do svého prvního zápasu NHL. První bod v NHL si připsal za asistenci 3. ledna 2018 na ledě NY Rangers a svůj první gól v NHL pak zaznamenal 12. ledna proti Winnipegu, když překonal Hellebuycka a připsal si v zápase i asistenci. Do konce základní části nastoupil za Blackhawks k 46 zápasům NHL, ve kterých si připsal 11 bodů (4+7). V úspěšnosti vhazování byl na 2. místě v týmu s 53% vyhraných vhazování (291 z 549). Po skončení základní části byl poslán zpět do Rockfordu, kde stihl ještě 3 zápasy základní části a pak pomohl Rockfordu dojít do finále konference, když první 2 kola IceHogs prošli bez prohry. Ve finále Západní konference AHL ale podlehli Texasu 4:2 na zápasy.
Celou sezonu 2018–19 strávil v kádru Blackhawks a odehrál celkem 63 utkání, ve kterých si připsal 19 bodů (4+15). Více než měsíc musel vynechat kvůli zraněním. Během sezony zaznamenal 3 dvoubodové zápasy. První stovku zápasů v NHL dovršil 13. března 2019 na ledě Toronta.
Blackhawks mu jako chráněnému volnému hráči nedali kvalifikační nabídku, takže se potencionálně mohl stát volným hráčem, ale hned 1. července podepsal novou smlouvu s Blackhawks na 2 roky s cap hitem 1 milion dolarů. Po vypršení této smlouvy se na nové s Chicagem nedohodl, jeho novým angažmá se stalo Toronto Maple Leafs.

## Reprezentační kariéra
Českou republiku reprezentoval i s dalším současným hráčem Blackhawks Dominikem Kubalíkem v roce 2013 na Mistrovství světa hráčů do 18 let v Rusku, kde si v 5 utkáních připsal 4 body (2+2). V následujících 2 letech pak reprezentoval na Mistrovství světa juniorů ve Švédsku a Kanadě.
Do seniorské reprezentace se poprvé podíval v sezoně 2016–17, když odehrál 8 utkání v rámci Euro Hockey Tour.

## Ocenění a úspěchy
- 2015 Postup s týmem Piráti Chomutov do ČHL

## Prvenství

### ČHL
- Debut – 11. ledna 2013 (HC Verva Litvínov proti Piráti Chomutov)
- První asistence – 15. září 2013 (Piráti Chomutov proti HC Sparta Praha)
- První gól – 6. října 2013 (Bílí Tygři Liberec proti Piráti Chomutov, brankáři Marceli Melicherčíkovi)

### NHL
- Debut – 28. prosince 2017 (Vancouver Canucks proti Chicago Blackhawks)
- První asistence – 3. ledna 2018 (New York Rangers proti Chicago Blackhawks)
- První gól – 12. ledna 2018 (Chicago Blackhawks proti Winnipeg Jets, brankáři Connor Hellebuyck)

## Klubová statistika
| Sezóna      | Klub                | Soutěž      |     | Základní část | Základní část | Základní část | Základní část | Základní část |   | Play off | Play off | Play off | Play off | Play off |
| Sezóna      | Klub                | Soutěž      | Z   | G             | A             | B             | TM            | Z             | G | A        | B        | TM       |          |          |
| 2012–13     | KLH Chomutov        | ČHL-20      | 24  | 8             | 7             | 15            | 16            | 3             | 0 | 0        | 0        | 0        |          |          |
| 2012–13     | Piráti Chomutov     | ČHL         | 2   | 0             | 0             | 0             | 0             | —             | — | —        | —        | —        |          |          |
| 2012–13     | SK Kadaň            | 1.ČHL       | 6   | 0             | 3             | 3             | 0             | 2             | 0 | 0        | 0        | 0        |          |          |
| 2013–14     | KLH Chomutov        | ČHL-20      | 8   | 5             | 10            | 15            | 6             | 1             | 1 | 0        | 1        | 2        |          |          |
| 2013–14     | Piráti Chomutov     | ČHL         | 45  | 1             | 2             | 3             | 12            | —             | — | —        | —        | —        |          |          |
| 2013–14     | SK Kadaň            | 1.ČHL       | 5   | 0             | 2             | 2             | 2             | —             | — | —        | —        | —        |          |          |
| 2014–15     | KHL Chomutov        | ČHL-20      | 3   | 0             | 6             | 6             | 6             | —             | — | —        | —        | —        |          |          |
| 2014–15     | Piráti Chomutov     | 1.ČHL       | 44  | 11            | 13            | 24            | 16            | 11            | 2 | 5        | 7        | 6        |          |          |
| 2015–16     | Piráti Chomutov     | ČHL         | 42  | 9             | 4             | 13            | 22            | 8             | 0 | 1        | 1        | 0        |          |          |
| 2015–16     | KLH Chomutov        | ČHL-20      | —   | —             | —             | —             | —             | 1             | 2 | 0        | 2        | 2        |          |          |
| 2016–17     | Piráti Chomutov     | ČHL         | 52  | 15            | 16            | 31            | 16            | 15            | 3 | 7        | 10       | 6        |          |          |
| 2017–18     | Rockford IceHogs    | AHL         | 33  | 7             | 11            | 18            | 14            | 13            | 1 | 0        | 1        | 2        |          |          |
| 2017–18     | Chicago Blackhawks  | NHL         | 46  | 4             | 7             | 11            | 12            | —             | — | —        | —        | —        |          |          |
| 2018–19     | Chicago Blackhawks  | NHL         | 63  | 4             | 15            | 19            | 14            | —             | — | —        | —        | —        |          |          |
| 2019–20     | Chicago Blackhawks  | NHL         | 70  | 8             | 8             | 16            | 8             | 9             | 1 | 0        | 1        | 6        |          |          |
| 2020–21     | Chicago Blackhawks  | NHL         | 56  | 1             | 11            | 12            | 20            | —             | — | —        | —        | —        |          |          |
| 2021–22     | Toronto Maple Leafs | NHL         | 82  | 11            | 15            | 26            | 20            | 7             | 2 | 0        | 2        | 6        |          |          |
| 2022–23     | Toronto Maple Leafs | NHL         | 82  | 7             | 20            | 27            | 8             | 11            | 0 | 3        | 3        | 4        |          |          |
| 2023–24     | Toronto Maple Leafs | NHL         | 78  | 8             | 11            | 19            | 18            | 7             | 1 | 0        | 1        | 0        |          |          |
| ČHL celkově | ČHL celkově         | ČHL celkově | 141 | 25            | 22            | 47            | 50            | 34            | 5 | 13       | 18       | 12       |          |          |
| NHL celkově | NHL celkově         | NHL celkově | 477 | 43            | 87            | 130           | 100           | 34            | 4 | 3        | 7        | 16       |          |          |

## Reprezentace
| Rok                       | Tým                       | Soutěž                    | Z  | G | A | B  | TM |
| ------------------------- | ------------------------- | ------------------------- | -- | - | - | -- | -- |
| 2012                      | Česko 18                  | MIH                       | 5  | 1 | 0 | 1  | 0  |
| 2013                      | Česko 18                  | MS-18                     | 5  | 2 | 2 | 4  | 6  |
| 2014                      | Česko 20                  | MSJ                       | 5  | 1 | 1 | 2  | 4  |
| 2015                      | Česko 20                  | MSJ                       | 5  | 0 | 2 | 2  | 0  |
| 2022                      | Česko                     | MS                        | 6  | 2 | 1 | 3  | 0  |
| 2024                      | Česko                     | MS                        | 9  | 2 | 5 | 7  | 0  |
| 2025                      | Česko                     | MS                        | 1  | 0 | 0 | 0  | 0  |
| Juniorská kariéra celkově | Juniorská kariéra celkově | Juniorská kariéra celkově | 25 | 4 | 5 | 9  | 14 |
| Seniorská kariéra celkově | Seniorská kariéra celkově | Seniorská kariéra celkově | 16 | 4 | 6 | 10 | 0  |